# 上海奉贤渔人码头
上海奉贤渔人码头又稱海灣漁人碼頭，是位於中國上海市奉賢區海湾旅游区杭州湾北岸的景區，毗鄰碧海金沙。占地面积8万平方米。景區內有海边摩天轮、人工沙灘、杭州湾贝壳自然保护区、龙腾阁、包畹蓉中国京剧艺术服饰馆、小主人世纪画廊、海湾路文化艺术一条街。

## 歷史
2005年，渔人码头建成，設有烧烤夜市、游乐设施，但這些後來都關閉。漁人碼頭也進行改造，2024年8月1日，渔人码头重新开放。